# Віктор Франке
Еріх Віктор Карл Август Франке (нім. Erich Victor Carl August Franke; 21 липня 1866, Цукмантель — 7 вересня 1936, Гамбург) — німецький офіцер, генерал-майор запасу рейхсверу. Кавалер ордена Pour le Mérite.

## Біографія
Син землевласника. Франке розпочав свою військову кар'єру після закінчення середньої школи у 1887 році, вступивши до Сілезького саперного батальйону №6 у Найссе. 20 травня 1896 року він покинув Прусську армію, на той час у званні оберлейтенанта, і 26 травня 1896 року приєднався до Імперських сил самооборони Німецької Південно-Західної Африки. Лише через місяць він почав свою службу в Свакопмунді. Спочатку він служив окружним начальником Отжимбінгве, потім Омаруру. З кінця 1897 по березень 1898 року він брав участь у боротьбі з кланом Свартбуї. У 1899 році він прийняв керівництво округом Оутджо, звідки вирушив у велику дослідницьку поїздку в північний і на той час практично невідомий Овамболенд. В 1901 він став окружним начальником Сесфонтейна, а в 1903 році отримав звання гауптмана і повернувся в Омаруру.
У 1904 році Франке брав участь у військових конфліктах між самообороною та повстанцями Бондельсварта на півдні країни. Отримавши звістку про повстання гереро в районі Окаханджі, він і його рота здійснили 400-кілометровий, тривалістю чотири з половиною дні, суворий похід, унікальний в історії самооборони, і після важких боїв вибили гереро з Окаханджі та Омаруру. Франке не брав участі у вирішальній битві при Ватерберзі.
Щоб пережити труднощі, згідно з його щоденниками, він неодноразово вдавався до морфію. Згідно чуток, Франке пристрастився до алкоголю та морфію, а його місцева коханка народила йому дітей, докладнішої інформації про яких немає.
Після війни з гереро Франке повернувся до командування в Оутджо, звідки здійснив кілька походів в Овамболенд і уклав договори про захист із п'ятьма племенами, що там жили. В 1910 році він отримав звання майора.
На початку Першої світової війни німецького окружного гауптмана Оутджо Ганса Шульце-Єну було вбито у форті Науліла в сусідній португальській колонії Ангола. 18 грудня 1914 року загін під командуванням Віктора Франка штурмував форт у битві при Наулілі. У листопаді 1914 року, після загибелі командира самооборони Йоахіма фон Гейдебрека, Франке був призначений оберстлейтенантом і командувачем імперськими силами самооборони в Німецькій Південно-Західній Африці. 9 липня 1915 року Франке здався в Хорабі переважаючим за чисельністю силам оборони Союзу, що наступали з Південної Африки, рятуючи німецькі збройні сили від нищівної поразки, і підписав протокол про капітуляцію. Пізніше дехто звинувачував його в безчесті. До кінця війни Франке був інтернований на фермі Окавайо поблизу Карибіба. Після закінчення війни та повернення до Німеччини у 1920 році президент Фрідріх Еберт присвоїв йому звання генерал-майора запасу, і він вийшов у відставку.
В 1921 році Віктор Франке одружився у Гамбурзі з Марією Дікманн, дочкою оптового торговця, і з 1927 по 1930 рік жив фермером у маєтку Гросс-Швасс недалеко від Ростока. Франке, який страждав на хронічні тропічні захворювання з моменту прибуття в Німецьку Південно-Західну Африку, спочатку переїхав з дружиною в родовий маєток у Сан-Паулу з фабрикою мінеральної води в Ітажаї через погіршення здоров'я. Пізніше вони переїхали до Жоїнвіль, але у 1936 році через погіршення здоров'я він був змушений повернутися до Німеччини, де сподівався отримати медичну допомогу в Інституті тропічної медицини імені Бернгарда Нохта в Гамбурзі. Він помер бездітним у Гамбурзі 7 вересня 1936 року.
Після кремації, з невідомих причин, його прах вирушив у подорож через Берлін до Бразилії. Його вдові, Марії Франке, ймовірно, було відмовлено у дозволі поховати урну в Омаруру. Останки Віктора Франку були остаточно поховані на цвинтарі Ольсдорф у Гамбурзі 2 вересня 1957 року. Могила розташована у квадраті P7 над Старим гамбурзьким меморіальним цвинтарем.

## Нагороди
- Столітня медаль
- Медаль «За кампанію в Південно-Західній Африці» з п'ятьма застібками
- Орден Червоного орла 3-го класу з мечами і короною
- Орден Корони (Пруссія) 4-го класу з мечами
- Королівський орден дому Гогенцоллернів, лицарський хрест з мечами
- Хрест «За вислугу років» (Пруссія) (25 років)
- Рятувальна медаль
- Орден «За військові заслуги» (Баварія) 3-го класу з мечами
- Орден Альберта (Саксонія), лицарський хрест 1-го класу
- Орден Вюртемберзької корони, лицарський хрест з мечами і левами
- Pour le Mérite (2 листопада 1905)[2]

## Вшанування пам'яті

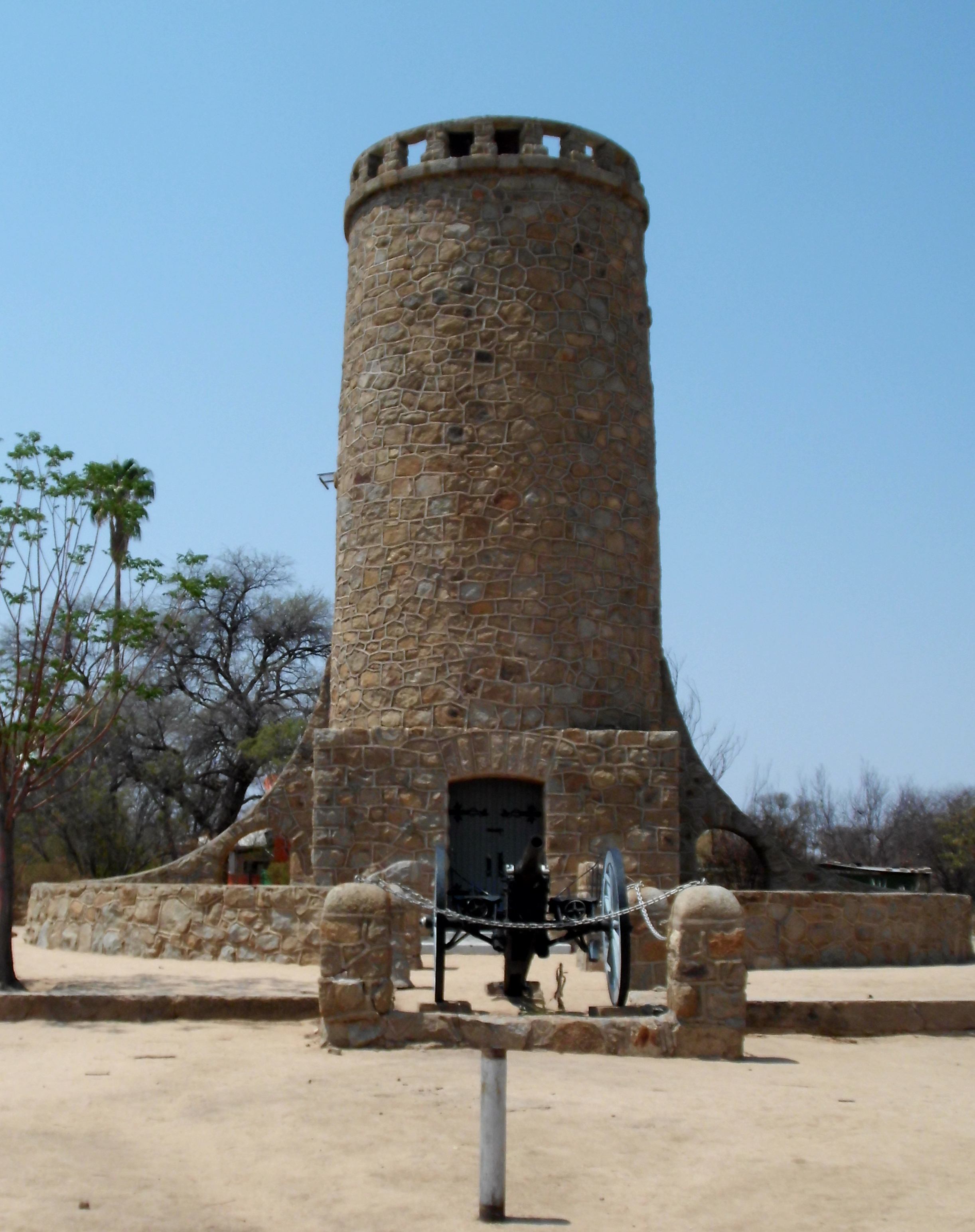
Вежа Франке.

- У 1904 році муніципалітет Омаруру спорудив на честь Віктора Франке меморіальну вежу — Вежу Франке, яка збереглася до наших днів.
- Важкий шлях із півдня Південно-Західної Африки в Окаханджу став легендарною частиною німецької колоніальної історії, надихнувши на написання безлічі книг та захоплюючих розповідей про битви. Зокрема життя Віктора Франке здобуло широку популярність у 2003 році завдяки роману Гергарда Зейфріда «Гереро». Основним джерелом інформації для автора книги послужили докладні щоденники Франке, що зберігаються у Федеральному архіві в Кобленці за номером BArch NL 30/1–16. Видавництво «Namibiana Buchdepot», що опублікувало у 2003 році перший том щоденників Франке, наразі редагує наступні щоденники Франке у трьох томах.
- У колишньому домі Франке в Оутйо знаходиться музей Оутйо, також відомий як дім-музей Франке.